# Elatostema nigribracteatum
Elatostema nigribracteatum är en nässelväxtart som beskrevs av Wen Tsai Wang och Y.G.Wei. Elatostema nigribracteatum ingår i släktet Elatostema och familjen nässelväxter. Inga underarter finns listade i Catalogue of Life.